# Kraj Gornji
Kraj Gornji – wieś w Chorwacji, w żupanii zagrzebskiej, w gminach Dubravica i Marija Gorica. W 2011 roku liczyła 316 mieszkańców.